# Ротбальд I (граф Арля)
Ротбальд I (фр. Rotbald I) — граф Арля и Авиньона, основатель династии графов и маркизов Прованса.
Жил в 1-й половине X века (указываются даты жизни от 890—949 до 907—936). Считается сыном Бозона, маркграфа Тосканы, от его первой жены (документальные подтверждения этому отсутствуют).
Имя жены не известно (в генеалогических исследованиях называется Ирменгардой). Предположительно она была дочерью Гильома Благочестивого, герцога Аквитании. Двое сыновей:
- Бозон (ум. не ранее 965) — граф Арля. Его потомки правили графством Прованс до XII века.
- Гильом (ум. не ранее 965) — граф Авиньона.

По мнению некоторых историков, Ротбальд I был убит в 936 году по приказу Гуго Арльского. По другим сведениям, умер в 949 году.